# توکویت
توکویت (به انگلیسی: Tockwith) یک روستا و محله مدنی در بریتانیا است که در بخش هروگت واقع شده‌است. توکویت ۱٬۵۹۷ نفر جمعیت دارد.